# Muhammet Reis
Muhammet Reis (Trabzon, 27 oktober 1984) is een Turks voormalig voetballer die doorgaans als aanvallend middenvelder speelde.

## Carrière
Reis begon zijn carrière bij de jeugdopleiding van Trabzonspor. Desondanks tekende hij zijn eerste professionele contract bij Erzurumspor. Na een seizoen in Erzurum te hebben gespeeld, keerde hij echter terug naar Trabzon om dit keer voor het eerste elftal te spelen. Hij werd echter direct verhuurd aan Kocaelispor, maar de huurovereenkomst werd voortijdig beëindigd. Hierop verhuurde Trabzonspor hem aan provinciegenoot Akçaabat Sebatspor. Na de huurperiode zegde Trabzonspor zijn contract op.
Voor het seizoen 2006-2007 was hij transfervrij en tekende een driejarig contract bij Akçaabat Sebatspor, dat na een seizoen hem alweer transfervrij maakte. Hij bleef echter in Trabzon en tekende bij Arsinspor, dat uitkwam in de TFF 2. Lig (het derde niveau in de Turkse voetbalpiramide). Ook die club zegde aan het einde van het seizoen zijn contract op. Reis tekende hierop bij Konya Şekerspor, dat was gepromoveerd naar de TFF 2. Lig. Hij werd na een half seizoen verhuurd aan zijn oude club Akçaabat Sebatspor, maar keerde aan het einde van het seizoen terug naar Konya.
In 2011 maakte hij een transfer naar Balıkesirspor waarmee hij in 2013 kampioen werd en promoveerde naar de TFF 1. Lig (het tweede niveau in de Turkse voetbalpiramide). In het seizoen 2013-2014 werd hij samen met Slavko Perović topscorer van de TFF 1. Lig en zijn team, waarvan hij aanvoerder was, promoveerde naar de Süper Lig, het hoogste niveau in Turkije. Zelf kon hij echter niet spelen in de Süper Lig, omdat besprekingen met het bestuur vastliepen en hij een transfer maakte naar Osmanlıspor. Ook dit team wist te promoveren naar de Süper Lig, maar aan het einde van het seizoen werd Reis gevraagd een andere club te zoeken. De middenvelder tekende hierop bij Kardemir Karabükspor, dat afgelopen seizoen degradeerde uit de Süper Lig. Na gespeeld te hebben in de 1. Lig bij Gazişehir Gaziantep FK, Giresunspor, Akhisar Belediyespor, maakte hij een transfer naar Sakaryaspor, dat in een niveau lager uitkomt. Na een seizoen in de TFF 2. Lig te hebben gespeeld, tekende hij bij Iğdır FK, dat was gepromoveerd naar de TFF 3. Lig.

## Interlandcarrière
Muhammet Reis heeft gespeeld voor Turkije U19 en Turkije U21. Hij zat ook bij de selectie die in 2005 zilver pakte bij de Middellandse Zeespelen. Er werd in de finale met 1-0 verloren van Spanje. Hij scoorde eenmaal in het toernooi, namelijk de 5-0 tegen Malta in de groepsfase.

## Erelijst

### Clubniveau
- Balıkesirspor
  - Kampioen TFF 2. Lig (2013)
  - Runner-up TFF 1. Lig (2014)
- Osmanlıspor
  - Runner-up TFF 1. Lig (2015)
- Iğdır FK
  - Kampioen TFF 3. Lig (2023)

### Nationaal elftal
- Turkije U23
  - Zilver bij Middellandse Zeespelen (2005)

### Individueel
- Topscorer TFF 1. Lig (2013-2014)

1 Basmaz ·
2 Sungur ·
3 Kahya ·
4 Yilmaz ·
5 İrtegün ·
6 Dağaşan ·
7 Hamzaoglu ·
8 Kaya ·
9 Reis ·
10 Aktepe ·
11 Atak ·
12 Babacan ·
13 Arda Turan ·
14 Sakarya ·
15 Kurtuluş ·
16 Aksu ·
17 Can Arat ·
18 Akyüz ·
Coach: Mesci